# Фридінген-ан-дер-Донау
Фридінген-ан-дер-Донау (нім. Fridingen an der Donau) — місто в Німеччині, розташоване в землі Баден-Вюртемберг. Підпорядковане адміністративному округу Фрайбург. Входить до складу району Тутлінген.
Площа — 22,37 км2. Населення становить 3 116 осіб (станом на 31.12.2022).
Фридінген розташований на Дунаї, за 10 км на схід від міста Тутлінген і за 23 км на захід міста Зігмарінген.
У 19 столітті в околицях міста було виявлено великий скарб ювелірних виробів бронзової доби (переважно обручі на руку та браслети). Зараз це частина доісторичної європейської колекції Британського музею.